# 泰国瓦理棕
泰国瓦理棕（学名：Wallichia siamensis），为棕榈科瓦理棕属下的一个植物种。种加名 siamensis 意为“暹罗的”。